# أوناني
أوناني، (بالإنجليزية: Onanì)، (سردينيا: Onanìe) هي بلدية، في مقاطعة نوورو في إقليم سردينيا الإيطالي، وتقع على بعد حوالي 140 كم (87 ميل) شمال كالياري وحوالي 20 كم (12 ميل) شمال شرق نوورو. اعتبارا من 31 ديسمبر 2004، كان عدد سكانها 448 وتبلغ مساحتها 71.7 كيلومتر مربع (27.7 ميل مربع).

## السكان
في سنة 1861 بلغ عدد السكان 221 نسمة، وتطور العدد ليصل في سنة 2011 لـ 430 نسمة.
يظهر هذا المخطط البياني تطور النمو السكاني لـ أوناني